# Raquel Rastenni
Raquel Rastenni, születési nevén Anna Rachel Rastén (Koppenhága, 1915. augusztus 21. – Skodsborg, 1998. augusztus 17.) orosz nemzetiségű dán énekes volt. Jeg rev et blad ud af min dagbog című dalával Dániát képviselte az 1958-as Eurovíziós Dalfesztiválon, ahol 3 pontot szerezve a 8. helyezést érte el a tízfős mezőnyben. 
A nyolcvanas években visszavonult a zenéléstől és a Sjælland szigetén található Skodsborg településre költözött. Itt hunyt el 1998. augusztus 17-én, nem sokkal a 83. születésnapja előtt.

## Bibliográfia
- Laursen, Carsten Michael (1999). ''Top-Pop: Navne i dansk pop 1950-2000"' ("Top-Pop: Names in Danish Pop 1950-2000"). L&R Fakta. ISBN 87-614-0086-6.